# Алаунус
Алаунус (лат. Alaunus) је у древно галско божанство. Био је бог Сунца, лечења и прорицања.